# Новокропивницька сільська рада
| Новокропивницька сільська рада — орган місцевого самоврядування у Дрогобицькому районі Львівської області з адміністративним центром у с. Новий Кропивник. Історична дата утворення: в 1939 році. Водоймища на території, підпорядкованій даній раді: річка Стрий. Сільській раді підпорядковані населені пункти: - с. Новий Кропивник - с. Гута - с. Перепростиня - с. Підсухе |

## Склад ради
Рада складається з 16 депутатів та голови.

### Керівний склад ради
| ПІБ                             | Основні відомості                                                               | Дата обрання | Дата звільнення |
| ------------------------------- | ------------------------------------------------------------------------------- | ------------ | --------------- |
| Возняк Володимир Йосипович      | Сільський голова, 1952 року народження, освіта, безпартійний                    | 26.03.2006   | 16.04.2008      |
| Плоскодняк Володимир Михайлович | Сільський голова, 1953 року народження, освіта, безпартійний                    | 30.11.2008   | 31.10.2010      |
| Плоскодняк Володимир Михайлович | Сільський голова, 1953 року народження, освіта середня спеціальна, безпартійний | 31.10.2010   |                 |

Примітка: таблиця складена за даними джерела